# 216년

## 연호
- 후한(後漢) 건안(建安) 21년

## 기년
- 후한(後漢) 헌제(獻帝) 28년
- 신라(新羅) 내해 이사금(奈解泥師今) 21년
- 고구려(高句麗) 산상왕(山上王) 20년
- 백제(百濟) 구수왕(仇首王) 3년

## 사건
• 조조가 헌제에게 위왕(魏王) 작위를 받으며 봉해짐